# Oroken
Die Oroken, Eigenbezeichnung Ulta oder Uilta (jap. ウィルタ), sind ein kleines tungusisches Volk, das in Russland und Japan lebt. Sie dürfen nicht mit den Orotschen in der Region Chabarowsk und den nord-tungusischen Oroqen in China verwechselt werden. Traditionell waren sie Rentiernomaden, die von Fischfang und Jagd lebten. 1995 gab es noch ca. 250 bis 300 Oroken, jedoch sprechen nur noch 30 bis 80 Menschen Orok, eine süd-tungusische Sprache. Das Wort Uilta bedeutet in Orok „Mensch, der mit dem Rentier wohnt“.
Als Folge des am 5. September 1905 unterzeichneten Friedens von Portsmouth, der den Russisch-Japanischen Krieg beendete, wurde das Siedlungsgebiet der Oroken, die Insel Sachalin, zwischen Russland und Japan aufgeteilt.
Die Oroken wurden mit den Niwchen 1926 nach Otasu umgesiedelt. Ihre Haushalte wurden in einem genjūmin jinmeibo genannten Familienregister verzeichnet, das als „äußeres“ Koseki nicht die volle japanische Staatsangehörigkeit verlieh.
Während des Zweiten Weltkriegs kämpfte ein Teil der Oroken in der Spionageabwehr der japanischen Armee; viele starben im Grenzgebiet zwischen Japan und der Sowjetunion. Nach dem Krieg wurden viele Oroken, die mit den Japanern kollaboriert hatten, zur Zwangsarbeit in Arbeitslager nach Sibirien verschickt. Nach ihrer Entlassung gelang es einem Teil von ihnen, nach Hokkaidō umzusiedeln. Ihre Nachfahren leben dort heute noch unter den Ainu, die Sachalin vollständig verlassen mussten, da sie Staatsbürger Japans waren. Der allergrößte Teil der orokischen Bevölkerung verblieb aber auf Sachalin, da die japanische Verwaltung sie seinerzeit als „Ureinwohner“ klassifiziert hatte, deren Bürgerrechte an den Wohnort gebunden waren. Da das Territorium Südsachalin nun zur Sowjetunion gehörte, erlosch damit, aus völkerrechtlicher Sicht, auch ihre Bindung an Japan.